# Limba greacă medievală

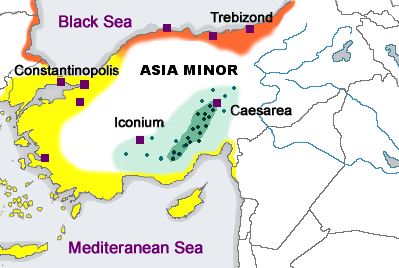
Evoluția dialectelor grecești de la sfârșitul Imperiului Bizantin până la începutul secolului XX.

Limba greacă medievală, greacă mijlocie sau bizantină a fost limba populației grecești și elenizate din statele medievale din Mediterana de Est și oficial limba vorbită a Imperiului Roman (Bizantin) de Răsărit, în special în capitala sa - Constantinopol; o etapă de tranziție între limba greacă veche din antichitate și limba greacă modernă (limba Greciei și a Ciprului).
Cronologic, limba greacă medievală acoperă aproape întregul Ev Mediu de la divizarea finală a Imperiului Roman până la căderea Constantinopolului în 1453.